# Monument aux enfants de l'arrondissement morts pour la patrie en 1870 (Neufchâteau)
Le monument aux enfants de l'arrondissement morts pour la patrie en 1870 est un édifice situé dans la ville de Neufchâteau, dans les Vosges en région Grand Est.

## Histoire
Le monument est érigé à l'initiative de la 437e section des vétérans. Le projet fut réalisé par Jean Boverie. L'architecte municipal Jacquemart dessine le piédestal en granit des Vosges. La statue féminine en bronze est l’œuvre d'Eugène-Jean Boverie, et a été fondue par les établissements Capitain et Salin à Vecqueville. Il a été inauguré le 7 octobre 1900.
Le monument, y compris le piédestal sont inscrits au titre des monuments historiques par arrêté du 19 janvier 2000.